# Trzebiegoszcz
Trzebiegoszcz – wieś w Polsce położona w województwie kujawsko-pomorskim, w powiecie lipnowskim, w gminie Lipno.

## Nazwa
Nazwa wsi pochodzi od staropolskiego imienia męskiego Trzebiegost.

## Podział administracyjny
W latach 1975–1998 miejscowość administracyjnie należała do województwa włocławskiego.

## Demografia
Według Narodowego Spisu Powszechnego (III 2011 r.) wieś liczyła 324 mieszkańców. Jest szesnastą co do wielkości miejscowością gminy Lipno.

## Oświata
Znajduje się tu Szkoła Podstawowa im. Jana Kochanowskiego.

## Kultura
Swoją działalność prowadzi Wiejski Dom Kultury